# Hussein Fakhri Pasha
Hussein Fakhri Pasha, född 1843, död 1910, var Egyptens regeringschef 15 januari–17 januari 1893.